# 险渎县
险渎县，中国古县名。
西汉置，治所在今辽宁省台安县东南孙城子。属辽东郡。东汉后废。 据《汉书》地理志东汉应劭注记载，“县依水险，故曰‘险渎’”。